# Quintino Sella (cacciatorpediniere)
Il Quintino Sella è stato un cacciatorpediniere della Regia Marina.
L'unità è intitolata all'economista e uomo politico Quintino Sella, per tre volte Ministro delle finanze del Regno d'Italia.

## Storia

### Gli anni venti e trenta
Completato nel 1926, il Sella fu la prima unità di una classe caratterizzata da consistenti innovazioni: furono le prime navi della Regia Marina ad avere due gruppi turbine con due turbine di diversa pressione per ogni gruppo motore e collegate alle eliche con accoppiatori e riduttori, ad adottare il cannone da 120/45 mm come calibro principale (inizialmente tre pezzi, poi portati a quattro), ad avere i cannoni principali in postazioni sopraelevate – per i due pezzi poppieri –, e ad essere provviste di centrali di tiro meccaniche tipo «Salvagnini». Si trattava pertanto di unità piuttosto sperimentali, e ciò le portò ad avere non pochi problemi di stabilità, tenuta al mare, autonomia e robustezza delle sovrastrutture.
Dal 1926 al 1928 era al comando del capitano di corvetta Aimone di Savoia-Aosta (1900-1948). Il cacciatorpediniere Sella, dal marzo 1928 al comando del capitano di corvetta Odoardo Somigli, ottenne il giorno 18 marzo la bandiera di combattimento dalla madrina Valeria Sella Faà di Fontanile, nuora dello statista a cui il caccia è intitolato.
Nel 1928 il Sella fu quindi modificato con l'installazione di grandi alette antirollio, l'imbarco di parecchia zavorra e rinforzi alle sovrastrutture. 
Negli anni 1929-30 il Sella è al comando del capitano di corvetta Umberto Novaro e negli 1935-36 l'unità fu al comando dei capitani di corvetta Sabato Bottiglieri ed Eugenio Martini.
Nel 1936 (CC Anselmo Lazzarini) l'unità partecipò ad una crociera in Mar Egeo. Nello stesso anno il cacciatorpediniere ricevette caldaie di nuovo tipo, mentre nel 1939 venne modificato al fumaiolo poppiero, abbassato di un paio di metri e provvisto di un'«unghia».

### La seconda guerra mondiale
All'entrata dell'Italia nella seconda guerra mondiale il Sella formava con il solo gemello Crispi la IV Squadriglia Cacciatorpediniere, di base a Rodi.
Durante tale conflitto, essendo tra i cacciatorpediniere più anziani in servizio, Crispi e Sella furono impiegati nel più tranquillo Mar Egeo in funzione di scorta ai convogli e di caccia antisommergibile.

#### 1941
All'inizio del 1941 subì lavori di adattamento, contemporaneamente al Crispi, per essere impiegato come unità d'appoggio ai mezzi d'assalto: a centro nave furono ricavate selle su cui potevano essere collocati 6 «barchini esplosivi», nonché piccole gru, azionate elettricamente, per sollevare tali mezzi e metterli in acqua. l'equipaggio fu addestrato a queste manovre, giungendo ad impiegare per la loro esecuzione appena 30-40 secondi.
Nel gennaio 1941 insieme al Crispi partì per una prima missione come avvicinatore di barchini esplosivi per una missione contro Suda, ma dovette rientrare perché informato della partenza delle navi dal porto cretese.
In febbraio la nave lasciò nuovamente la base, sempre in compagnia del Crispi, per un secondo tentativo di attacco contro Suda, ma fu fatto tornare di nuovo in porto perché il numero ed il tipo delle navi ormeggiate a Suda faceva ritenere di poca importanza un attacco.
Il 25 febbraio, in seguito all'occupazione britannica dell'isolotto di Castelrosso, il Sella imbarcò a Rodi, insieme al Crispi e alle torpediniere Lupo e Lince, 240 uomini che avrebbe dovuto sbarcare a Castelrosso. La Lupo fu inviata per prima nella notte tra il 25 ed il 26, ma dovette rientrare perché il mare troppo mosso ostacolava le operazioni di sbarco; le due torpediniere tornarono a Castelrosso il 27 febbraio e poterono dare inizio alle operazioni di sbarco. Alcune ore dopo anche il Sella ed il Crispi (quest'ultimo ebbe anche un breve scontro con il cacciatorpediniere HMS Jaguar) raggiunsero l'isolotto dove sbarcarono le loro truppe: entro il 28 Castelrosso tornò in mano italiana.
Nell'ambito di una nuova missione contro Suda, l'unità fu dislocata a Stampalia insieme all'unità gemella. Comandante del Sella era il capitano di corvetta Arturo Redaelli. Tra le 16.30 e le 17.30 del 25 marzo 1941 le due unità della IV Squadriglia lasciarono Stampalia dirette in un punto stabilito, a 6 miglia dalla penisola di Akrotiri e ad una decina dalla baia di Suda, dove giunsero alle 23.30 di quel giorno; nel giro di qualche minuto misero in mare 6 barchini esplosivi ed alle 23.41 intrapresero la navigazione di rientro. I barchini attaccarono le unità britanniche a Suda riportando un discreto successo: vennero semiaffondati l'incrociatore pesante HMS York e la nave cisterna Pericles, se pur tale risultato fu pagato con la cattura – peraltro prevista – dei 6 piloti.
Il cacciatorpediniere prese parte alle operazioni per l’occupazione di Creta. Il 21 maggio 1941 partì dal Pireo con altri quattro cacciatorpediniere ma fu avvistato da bombardieri tedeschi Junkers Ju 87 «Stuka», scambiato per un'unità inglese ed attaccato: colpito, ebbe gravi danni e perdite tra l'equipaggio.
Il 26 settembre il Sella lasciò il Pireo insieme alla torpediniera Libra ed all'incrociatore ausiliario Brioni per scortare a Candia i trasporti Città di Bastia, Città di Marsala, Trapani e Sant'Agata, ma l'indomani il convoglio venne attaccato dal sommergibile britannico Tetrarch che, dopo un primo attacco andato a vuoto, alle 6.36 colpì con una coppiola di siluri il Città di Bastia, che affondò in posizione 36°21' N e 24°23' E (una decina di miglia a sud di Milo). Il resto del convoglio venne nuovamente attaccato l'indomani, nel canale di Kea, dal Tetrarch, ma questa volta non ci furono danni.
Alle 8.30 del 7 ottobre il Sella lasciò Suda in missione di scorta per il Pireo, insieme alla torpediniera Castelfidardo, ai piroscafi Trapani e Salzburg. Alle 12.02 dello stesso giorno, in posizione 35°43' N e 24°00' E (una quindicina di miglia a nord di Suda), il sommergibile britannico Talisman attaccò infruttuosamente il Salzburg ed il Trapani con il lancio rispettivamente di uno e due siluri: il Sella reagì bombardando l'unità nemica, a partire dalle 12.09 e per circa mezz'ora, con cariche di profondità, dopo di che il convoglio riprese la navigazione giungendo al Pireo senza altri problemi.
Alle 9.53 del 15 ottobre il sommergibile HMS Thunderbolt attaccò con tre siluri, in posizione 37°40' N e 23°51' E, il convoglio – piroscafi tedeschi Burgas ed Arthemis, navi cisterna Petrakis Nomikos (tedesca) e Torcello (italiana) – che il Sella stava scortando insieme alle torpediniere Alcione e Sirio: nessuno dei siluri andò a segno, così come risultò infruttuoso il lancio da parte della scorta di una decina di bombe di profondità.
Il 25 ottobre 1941, alle 13.18, il sommergibile britannico Triumph centrò con due siluri (su tre lanciati) il piroscafo Monrosa, che il Sella e la torpediniera Sirio stavano scortando insieme al piroscafo Sant'Agata dal Pireo a Candia, provocandone l'affondamento in dodici minuti in posizione 37°41' N e 23°53' E (tra gli isolotti di Gaidaro e Phleva). La reazione delle navi italiane (cui si era aggiunta la torpediniera Libra) danneggiò il sommergibile attaccante.

#### 1942
Nel corso del 1942 le due mitragliere da 40/39 dell'unità furono rimpiazzate da quattro Breda 20/65 Mod. 1935.
Alle 14.24 del 20 ottobre il cacciatorpediniere salpò da Samo per scortare a Rodi, insieme al gemello Crispi, il posamine ausiliario Lero, ma alle 15.35 dello stesso giorno (ora inglese; 12.30 ora italiana) il sommergibile britannico Thrasher lanciò quattro siluri contro il Lero: colpita da due delle armi, la nave affondò in 17 minuti in posizione 36°26' N e 27°54' E (circa 6 miglia a sudovest di Simi), ma i cacciatorpediniere della scorta poterono recuperarne l'intero equipaggio.
Alle 23.28 del 25 ottobre 1942 il Sella stava scortando la nave cisterna Arca nelle acque di Chio, quando questa venne attaccata dal sommergibile britannico Taku con il lancio di quattro siluri, e colpita. Il cacciatorpediniere reagì con il lancio di undici bombe di profondità. Irrimediabilmente danneggiata, l’Arca affondò la mattina seguente, in posizione 38°48' N e 25°46' E.
Nello stesso anno il cacciatorpediniere tornò in acque italiane, venendo impiegato in funzione addestrativa nell'Adriatico.

#### 1943: l'affondamento
La proclamazione dell'armistizio sorprese il Sella a Venezia: la nave era ormeggiata al molo dei Giardini e stava effettuando dei lavori ai motori che, vecchi ed usurati, funzionavano male, ma il comandante – capitano di corvetta Corrado Cini – eseguì l'ordine di partire per consegnarsi agli Alleati, dirigendo per Taranto. La nave mollò gli ormeggi alle 15.30 dell'11 settembre 1943, ma prima di salpare prese a bordo anche circa 300 profughi civili, in fuga dall'occupazione tedesca. Alle quattro del pomeriggio il Sella imboccò la rotta di sicurezza ed incrementò la velocità.
Alle 16.30 il cacciatorpediniere fu colto da un guasto alla caldaia n. 2 che obbligò a spegnere tale caldaia e quindi a ridurre la velocità ad appena 14 nodi; un quarto d'ora più tardi la nave avvistò dapprima una motonave carica di militari e civili e quindi il vecchio piroscafo italiano Pontinia, apparentemente inoffensivo. In realtà il Pontinia era stato catturato dalle due motosiluranti tedesche S 54 ed S 55, partite da Brindisi, anch'esse afflitte da problemi ai motori. Per poter attaccare il cacciatorpediniere senza rischiare, le due unità si nascosero dietro alla fiancata del Pontinia, mentre il Sella, ignaro di tutto, passava a bassa velocità ad appena 400 metri dal mercantile. Alle 17.45 l’S 54 uscì da dietro la fiancata del Pontinia e lanciò due siluri contro il Sella: da bordo del cacciatorpediniere si ebbe appena il tempo di aprire inutilmente il fuoco con tutte le mitragliere del lato sinistro e di tentare una contromanovra (non riuscita perché il timone non funzionò, incatastandosi a causa del guasto alla caldaia), poi, mezzo minuto dopo il lancio, i due siluri centrarono la nave rispettivamente all'altezza della plancia e del locale caldaia n. 1 (la cui caldaia esplose). Il Sella si spezzò in due: la prua affondò pressoché immediatamente, la poppa, spinta dall'abbrivio, proseguì per circa duecento metri, dopo di che si rovesciò sul lato sinistro e colò a picco, una trentina di miglia a sud di Venezia.
Il comandante Cini, gravemente ferito (dovette successivamente subire l'amputazione di una gamba), e parte dei superstiti furono recuperati dal Pontinia, dalla motonave Leopardi (anch'essa catturata dai tedeschi) e dalle motosiluranti, altri furono tratti in salvo più tardi da pescherecci italiani. Perirono in tutto 27 membri dell'equipaggio della nave ed un numero compreso tra i 170 e gli oltre 200 civili.
Il Sella aveva svolto in tutto 116 missioni di scorta, più altre di ricerca del nemico.

### Il relitto
Nel 1956 si tentò una prima volta, senza successo, di recuperare la nave. In tale occasione venne demolita la plancia per recuperarne il metallo.
Il relitto del Sella venne nuovamente individuato nel 1972, in buone condizioni, e fu parzialmente smantellato per recuperarne i metalli pregiati. Il deposito munizioni poppiero venne fatto brillare per due volte.
I due tronconi del Sella giacciono a 25 metri di profondità, una trentina di miglia a sud di Venezia e ad una decina dalle bocche di Lido. La prua, adagiata sul fianco sinistro, è relativamente intatta e riconoscibile, mentre il troncone centro-poppiero, posizionato a circa cento metri di distanza verso il mare aperto, è gravemente danneggiato, anche se molte componenti della nave (caldaie, cannoni, mitragliere, tubi lanciasiluri) sono ancora riconoscibili.